# Casa mia (film)
Casa mia (Hills of Home) è un film del 1948 diretto da Fred M. Wilcox. In questo film vi è anche un'apparizione di Lassie.

## Trama
Un medico condotto di campagna riceve in regalo un collie che ha paura dell'acqua, mentre cerca di fargliela superare si mette in caccia di un successore per poter andare in pensione.